# سيات ألتيا
سيات ألتيا (بالإنجليزية: SEAT Altea)‏ هي سيارة من تصنيع شركة سيات.

## معرض صور

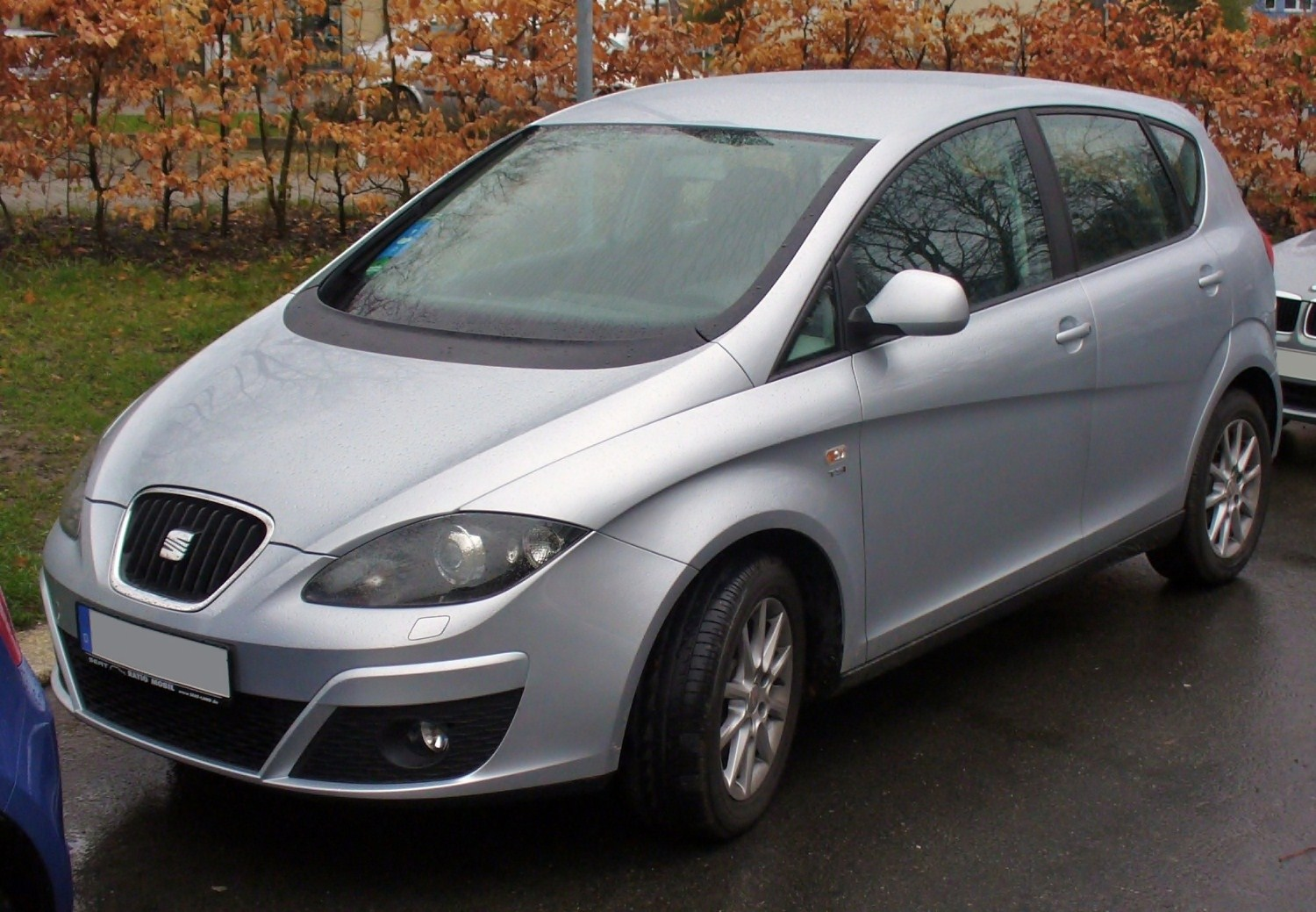
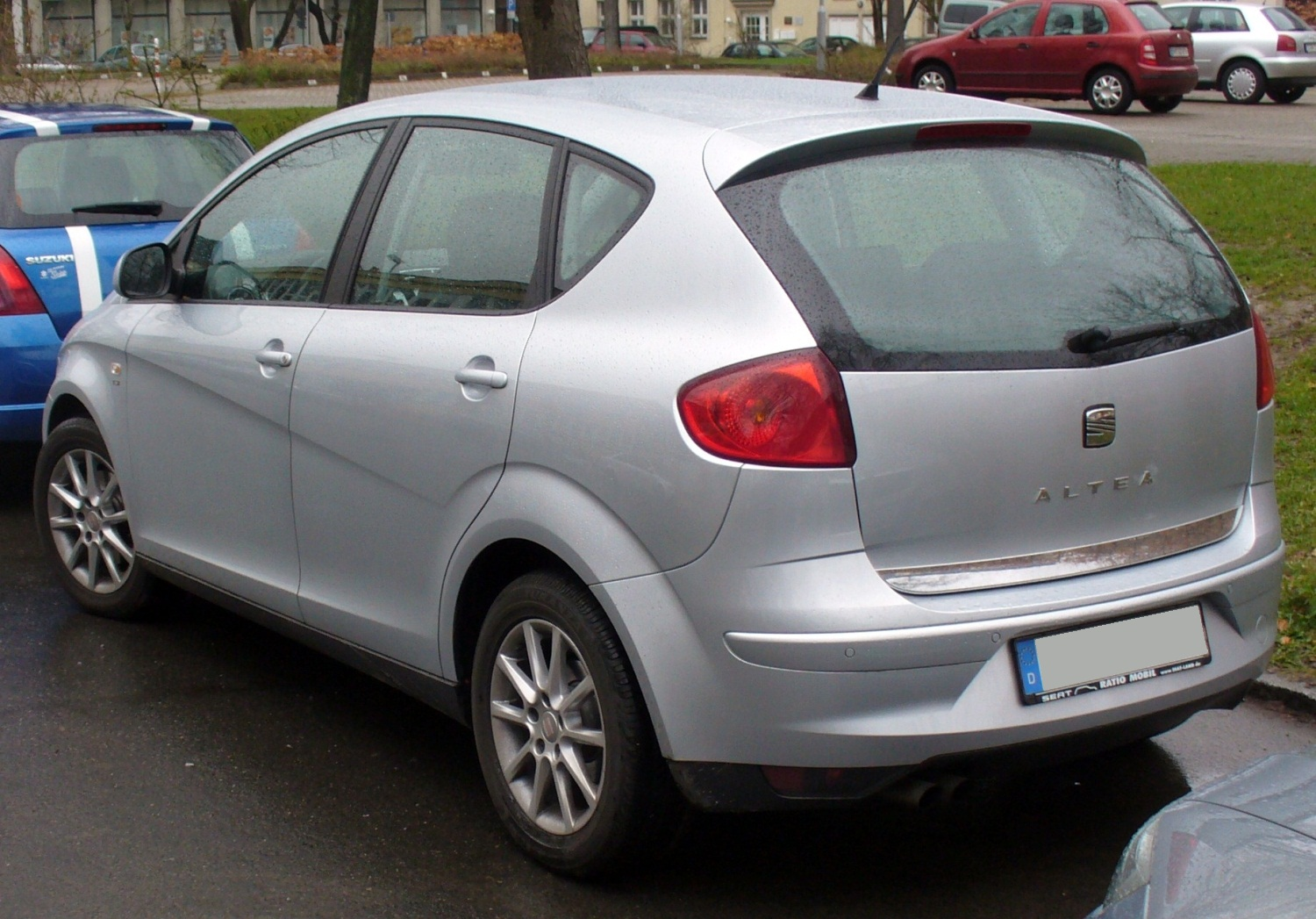
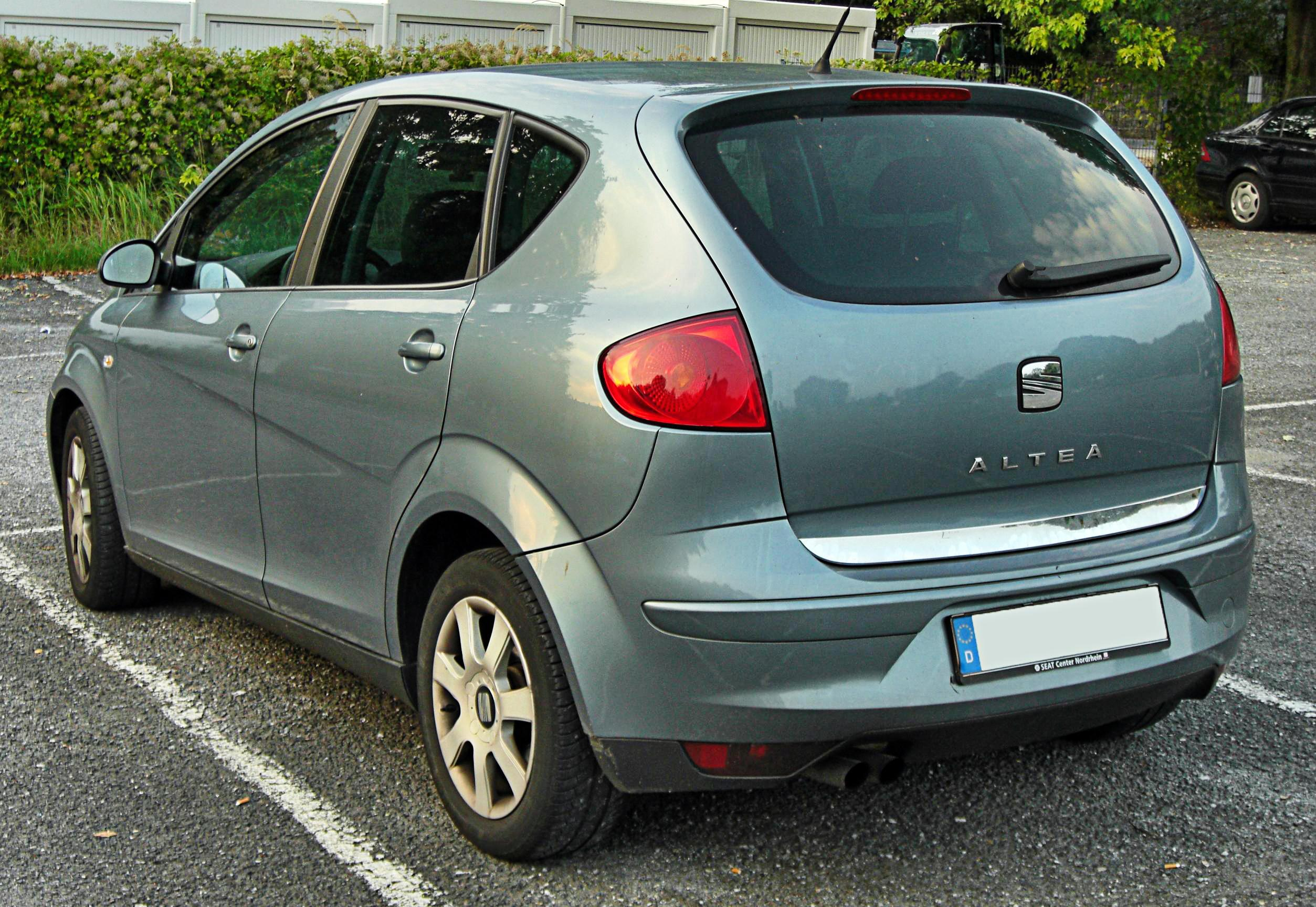

## مرجع
1. ↑  
"Ultimatecarpage.com -". مؤرشف من الأصل في 2019-09-10. اطلع عليه بتاريخ 2014-03-26.